# Hauptstraße 60 (Mühlbach)

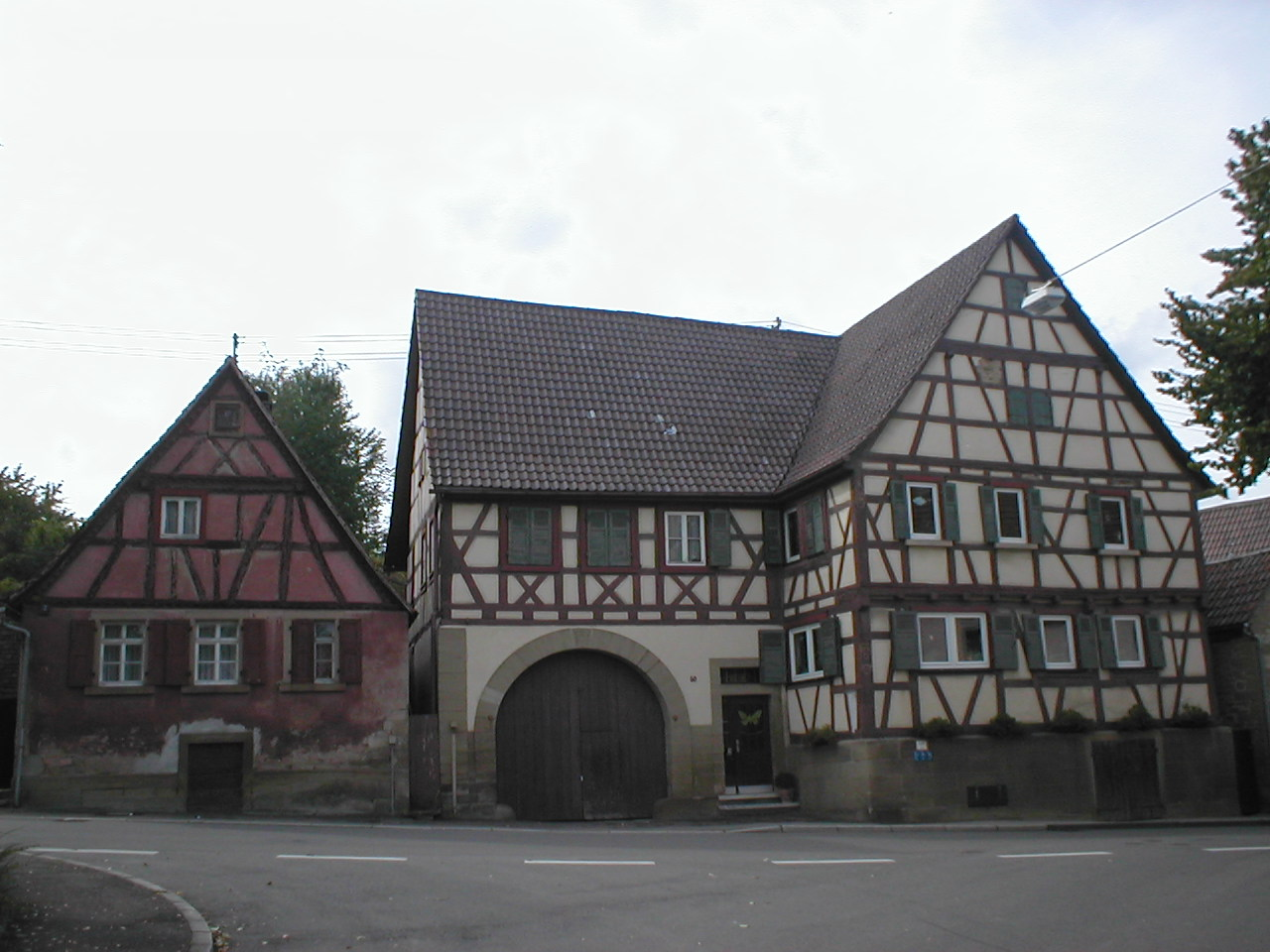
Fachwerkhaus Hauptstraße 60 in Mühlbach (rechts)

Das ehemalige Gasthaus Schwarzer Adler in der Hauptstraße 60 in Mühlbach, einem Stadtteil von Eppingen im Landkreis Heilbronn im nördlichen Baden-Württemberg, ist ein im 18. Jahrhundert errichtetes Fachwerkhaus. Das Gebäude ist ein geschütztes Kulturdenkmal.

## Geschichte
Das im Oberdorf befindliche Gasthaus Schwarzer Adler war das älteste Gasthaus des Ortes. Sicher bestand schon vor dem Bau des heutigen Gebäudes 1714 ein Vorgängerbau. In der Konzessionsliste von 1841 wird der Adler als fünfte von fünf Gastwirtschaften des Ortes aufgeführt. Der Inhaber war damals Johann Schäfer. Im Unterschied zu den anderen vier Gastwirtschaften bestand die Konzession des Adlers bereits „seit unvordenklichen Zeiten“. Die Gaststätte bestand bis zum späten 20. Jahrhundert.

## Beschreibung
Der große Winkelbau steht mit dem Giebel zu Straße. Auf dem hochstehenden massiven Keller des Hauptgebäudes stehen zwei Fachwerkstöcke und zwei Dachstöcke. Der im rechten Winkel angefügte kleinere Gebäudeteil besitzt den Hauseingang und eine rundbogige Hofeinfahrt. Darüber steht ein Fachwerkstock.
Beim Giebel kragt nur der Oberstock vor, und die Gliederung dieser Hausseite wurde mit K-Streben bzw. kurzen und langen Streben vorgenommen. Unter den Fensterbrüstungen des anderen Gebäudeteils sind Andreaskreuze zu sehen. Am linken oberen Eckständer ist die Inschrift N S M E S 1754 und am unteren Eckständer H V G 1714 zu sehen.